# Discodermia ramifera
Discodermia ramifera är en svampdjursart som beskrevs av Topsent 1892. Discodermia ramifera ingår i släktet Discodermia och familjen Theonellidae. Inga underarter finns listade i Catalogue of Life.